# Bundesautobahn 62
Bundesautobahn 62 (em português: Auto-estrada Federal 62) ou A 62, é uma auto-estrada na Alemanha.
A Bundesautobahn 62 tem 79 km de comprimento.

## Estados
Estados percorridos por esta auto-estrada:
- Renânia-Palatinado
- Sarre